# NGC 6414
NGC 6414 is een spiraalvormig sterrenstelsel in het sterrenbeeld Draak. Het hemelobject werd op 30 mei 1886 ontdekt door de Amerikaanse astronoom Lewis A. Swift.

## Synoniemen
- UGC 10906
- MCG 12-16-41
- ZWG 340.5
- ZWG 339.47
- NPM1G +74.0144
- PGC 60416